# 安琪马亚科

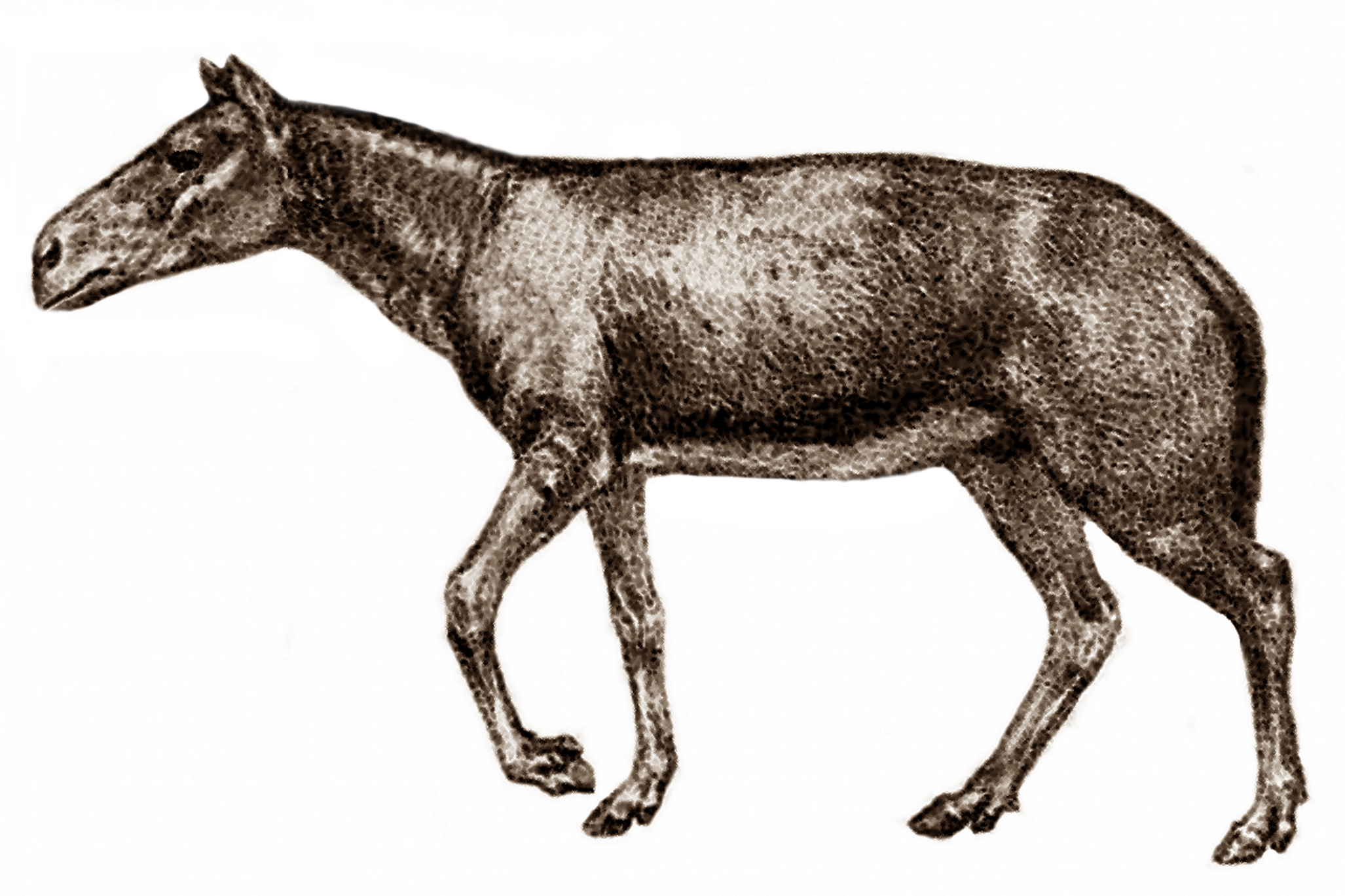
近獸馬科動物

近獸马亚科（学名：Anchitheriinae）是一系列由始祖馬進一步進化而由原本四趾變成三趾的马科动物總稱，其後代的分支眾多而其中的漸新馬就是現在真馬的祖先，其餘的早已滅絕。
近獸馬首先是出現於北美洲而後來也來到歐亞大陸，體重大約250公斤至500公斤，肩高大約60厘米個子不大，奔跑的速度估計也不太快。长期以来认为近獸馬以嫩叶為食，生活在森林边缘，一些食性分析则表明它们也会吃粗硬的植物。
近獸馬首先出場的始新世中期，經歷中新世而最終在上新世紀早期滅絕，近獸馬也是第一種來到中國的史前馬類，1956年5月6日，南京效外江寧方山洞玄觀古遺址，南京師範大學地理系一年級的師生找到一塊1200萬年前的近獸馬化石，此塊化石被命名為「方山近獸馬」。

## 馬的進化
- 始祖馬--＞漸新馬--＞草原古馬--＞上新馬--＞真馬

## 其他馬的分支
- 中新馬
- 南美土著馬
- 三趾馬
- 恐馬

## 外部連結
- 南京方山洞玄观遗址发现安琪马化石揭秘马儿进化史 （页面存档备份，存于）